# Марич Василь Михайлович
Василь Михайлович Марич (1924, село Пнів, тепер Надвірнянського району Івано-Франківської області — 1 жовтня 1993, смт. Битків Надвірнянського району Івано-Франківської області) — український радянський діяч, новатор виробництва, слюсар, механік, майстер, завідувач механічної мастерні Битківського нафтопромислу Надвірнянського району Станіславської (Івано-Франківської) області. Депутат Верховної Ради СРСР 4—5-го скликань, неодноразово депутат селищної ради смт.Битків.

## Біографія
Народився в родині робітника. Освіта неповна середня. З 1940 року працював кондуктором на залізниці.
Учасник німецько-радянської війни. До 1945 року служив у Радянській армії. Поранений, інвалід II групи.
З 1945 року — учень слюсаря, потім слюсар, майстер механічної мастерні Битківського нафтопромислу Надвірнянського району Станіславської області. Без відриву від виробництва навчався в Битківській вечірній середній школі.
Член КПРС з 1955 року.
З 1958 року — завідувач механічної мастерні Битківського нафтопромислу № 7 селища Битків Надвірнянського району Станіславської (Івано-Франківської) області.
Потім — на персональній пенсії в смт. Битків Надвірнянського району Івано-Франківської області.

## Нагороди
- орден Вітчизняної війни І-го ст. (23.12.1985)